# Ґустав Гусак
Ґу́ста́в Гуса́к (словац. Gustáv Husák, 10 січня 1913, Дубравка — 18 листопада 1991, Братислава) – останній президент соціалістичної Чехословаччини, словак за національністю.

## Життєпис
Ґустав Гусак народився в сім'ї робітника. У 16 років став членом організації комуністичної молоді під час навчання в ґімназії в Братиславі.
У 1933 р. як студент Правничого факультету Університету Коменського в Братиславі став членом Компартії Чехословаччини.
1 вересня 1938 р. одружився з акторкою Маґдою Локвенцовою.
Під час Другої світової війни виступав проти незалежности Словацької Республіки вважавши новостворену Республіку нацистською маріонеткою, чотири рази заарештовувався і відпускався. Незрозумілим фактом у його біографії в цей час є його тісна дружба з лідером словацьких фашистів Олександром Махом та їхня спільна поїздка до окупованого СРСР в Катинь. Гусак згодом стверджував, що Мах змусив його поїхати за допомогою погроз. Під час протидержавного Словацького Народного Повстання був заступником голови Словацької Народної Ради, яка координувала повстання.
У 1948 р. після державного перевороту та приходу комуністів до влади зробив швидку кар'єру.
У лютому 1951 був заарештований і в суботу 24 квітня 1954 р. засуджений до довічного ув'язнення за державну зраду, на процесі над «буржуазними націоналістами» не визнав провину. У вигляді довічного позбавлення волі, покарання відбував у Леопольдові, разом з Александером Махом та іншими колишніми членами народного уряду Словаччини.
У 1960 р. під час масової амністії президента Антоніна Новотного був звільнений, та 1963 р. його повністю реабілітували.
У 1966 р. після смерти Маґди, познайомився з Віерою Мілеровою (при народжені Чаславска), вона була на десять років молодшою за нього. Пані Мілерова-Гусакова загинула 20 жовтня 1977 під час аварії гвинтокрила на братиславському аеропорту.
60 роки XX стол. – один з молодих реформаторів компартії ЧССР, гарячий прихильник Дубчека, виступав проти втручання СРСР у справи Чехословаччини.
У серпні 1968 р. під час так званих московських переговорів Гусак «праґматично» змінив курс і став прихильником Л. Брежнєва.
У 1969 р. він стає першим секретарем комуністичної партії Чехословаччини та в 1971 р. генеральним секретарем. Курс Гусака отримав назву «нормалізації», тобто усунення наслідків політичних реформ, початих під час Празької весни, що компенсувалося економічними стимулами. У керівництві КПЧ наступив застій — склад ЦК і Політбюро майже не змінився у період з 1971 по 1989 рр.
У 1975 став президентом Чехословацької Соціалістичної Республіки.
У 1987 пішов у відставку з посади Генерального секретаря ЦК КПЧ (його змінив Мілош Якеш), проте зберіг пост Президента ЧССР. Після оксамитової революції 1989 року Гусак доручив Маріану Чалфі скласти «уряд народної згоди» й пішов у відставку. Новим президентом було призначено «дисидента» Вацлава Гавела.
У лютому 1990 року за рішенням пленуму ЦК КПЧ виключений з лав КЧП, як відповідальний за кризові явища у партії та суспільстві.
Незадовго до кончини сповідався та причастився.
Нагороджений вищими нагородами Чехословаччини та інших соціалістичних держав, зокрема тричі Герой Чехословацької Соціалістичної Республіки (23 вересня 1969, 9 січня 1973, 7 січня 1983), Герой Радянського Союзу (9 січня 1983).